# Hinrich von der Hude
Hinrich von der Hude (* vor 1390; † zwischen dem 4. August und 16. Oktober 1459 in Bremen) war ein Großkaufmann, der in den Quellen ab 1400 auftaucht. Er entstammte der weitverzweigten Ministerialenfamilie von der Hude aus dem Erzbistum Bremen. Außer in der Umbruchsphase von 1427 bis 1433 saß er zudem von 1410 bis 1459 im Bremer Rat.

## Leben

### Herkunft, Ehe, Grundbesitz, Bremer Bürger (1408)
Hude erbte von seinem Vater, dem Ratsherrn und Bürgermeister Detward von der Hude, Land bei Hambergen. 1443 erstellte er im Zusammenhang mit einem Gerichtsverfahren, das seit 1413 andauerte, eine Liste seiner Güteransprüche in Ritterhude. Dazu kamen neben anderen Gütern Wälder in Stotel, die bereits seinem Urgroßvater, Ritter Friedrich von der Hude, gehört hatten sowie seinem Großvater Lüder von der Hude.
1408 wurde Hinrich von der Hude zusammen mit seiner Frau Margareta, die in den Quellen erstmals in diesem Jahr auftaucht, Bürger von Bremen. 1409 besaß er dort ein Haus, genauer bei St. Martini, neben dem Haus von Hinrik Hellingstede. Am 24. Mai 1413 erwarb er zusammen mit Johann Oldenwagen die Hälfte des Dorfes Borgfeld, ein weiteres halbes Dorf erwarb er 1416.

### Ratsherr (vor 1410), zweite Ehe (1414)
Bei der Finanzierung der städtischen Aufgaben und der Außenpolitik spielte seine Finanzkraft eine erhebliche Rolle. Bereits 1410 lieh sich der Rat der Stadt eine Handfeste, um diese weiter zu versetzen; zu dieser Zeit saß Hinrich bereits im Rat. 1417 lieh Hinrich dem Rat 100 Mark.
1413 starb seine erste Frau. 1414 heiratete er Gesche, die Tochter des Bürgermeisters Gerd von Dettenhusen. Gesche und Hinrich hatten zwei Töchter: Margarete (Gretke) (* um 1430; † 1518) und Reimede (* um 1435; † nach 1459?).
1440 stiftete Hinrich dem Johanneskloster eine Memorie in Höhe von 4 Groten. Diese wurden aus den Zehnten aufgebracht, die ihm in Neuenkirchen zustanden.

### Tod, Erbstreitigkeiten, Legendäres
Da Hinrich ohne Söhne starb, versuchte Geverd von der Hude die Gelegenheit zu nutzen, sein Eigentum als nächster noch lebender, männlicher Verwandter (Schwertmage) in Anspruch zu nehmen. Hinrich hatte jedoch vor seinem Tod am 9. Juni 1459 seinen Besitz an seine Frau und seine zwei Töchter vererbt. Dabei sollte die Witwe den Besitz zusammenhalten. Gesche beschuldigte Jahrzehnte später ihren Schwiegersohn Lüder Scharhar, sie um ihren Anteil, die Hälfte des Gesamteinkommens aus dem Erbe, betrügen zu wollen. Das über den Fall sitzende Gericht urteilte am 25. April 1461 zu Gesches Gunsten. Sie starb um 1492.
In einer Bremer Sage heißt es, dass Heinrich von der Hude 1420 zum Bürgermeister gewählt worden sei. Er habe ein ungesundes, dickes Bein gehabt, aus dem ihm im Schlaf eine Kröte das Gift gesaugt habe. Infolgedessen soll er vier Krötenfüße in sein Wappen aufgenommen haben.